# Джефф Флоут
Джефф Флоут (англ. Jeff Float, 10 квітня 1960) — американський плавець.
Олімпійський чемпіон 1984 року.
Чемпіон світу з водних видів спорту 1982 року, призер 1978 року.